# Traunsteinera globosa
L'orchidea dei pascoli (Traunsteinera globosa (L.) Rchb., 1842) è una piccola pianta erbacea dalla vistosa infiorescenza sferica, appartenente alla famiglia delle Orchidacee.

## Etimologia
Il nome generico (Traunsteinera) è in onore del farmacista austriaco Joseph Traunsteiner (1798 – 1850) di Kitzbühel; L'epiteto specifico (globosa) deriva dalla particolare forma dell'infiorescenza.
Il binomio scientifico di questa pianta inizialmente era Orchis globosa, proposto dal botanico e naturalista svedese Carl von Linné (1707 - 1778) in una pubblicazione del 1759, modificato successivamente in quello attualmente accettato (Traunsteinera globosa), proposto dal botanico e ornitologo tedesco Heinrich Gottlieb Ludwig Reichenbach (1793 – 1879) nel 1842.
In lingua tedesca questa pianta si chiama Kugelorchis oppure Kugelstendel; in francese si chiama Orchis globuleux.

## Descrizione

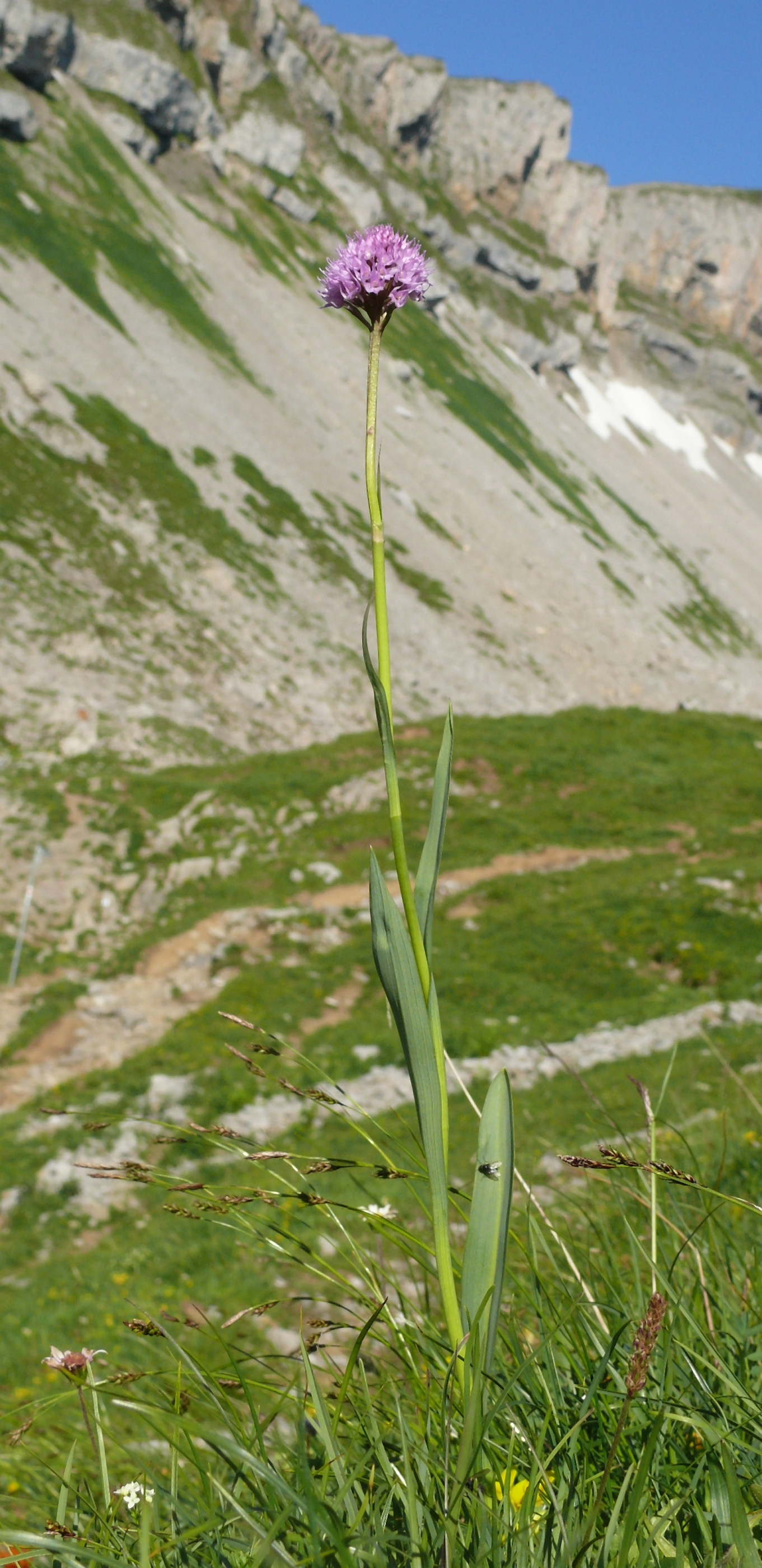
Il portamento

L'altezza di questa pianta varia da 20 a 60 cm. La forma biologica è geofita bulbosa (G bulb), ossia sono piante perenni erbacee che portano le gemme in posizione sotterranea. Durante la stagione avversa non presentano organi aerei e le gemme si trovano in organi sotterranei chiamati bulbi, organi di riserva che annualmente producono nuovi fusti, foglie e fiori. È un'orchidea terrestre in quanto contrariamente ad altre specie, non è “epifita”, ossia non vive a spese di altri vegetali di maggiori proporzioni.

### Radici
Le radici sono fascicolate e secondarie da bulbo, e si trovano nella parte superiore del bulbo.

### Fusto
- Parte ipogea: la parte sotterranea consiste in uno-due bulbi (o anche rizotuberi) a forma ovoidale e consistenza carnosa.
- Parte epigea: la parte aerea del fusto è semplice, eretta e glabra; è striato ed è di consistenza flessuosa. Le foglie arrivano sin sotto l'infiorescenza. Il colore è verde pallido.

### Foglie
Le foglie sono di tre tipi:

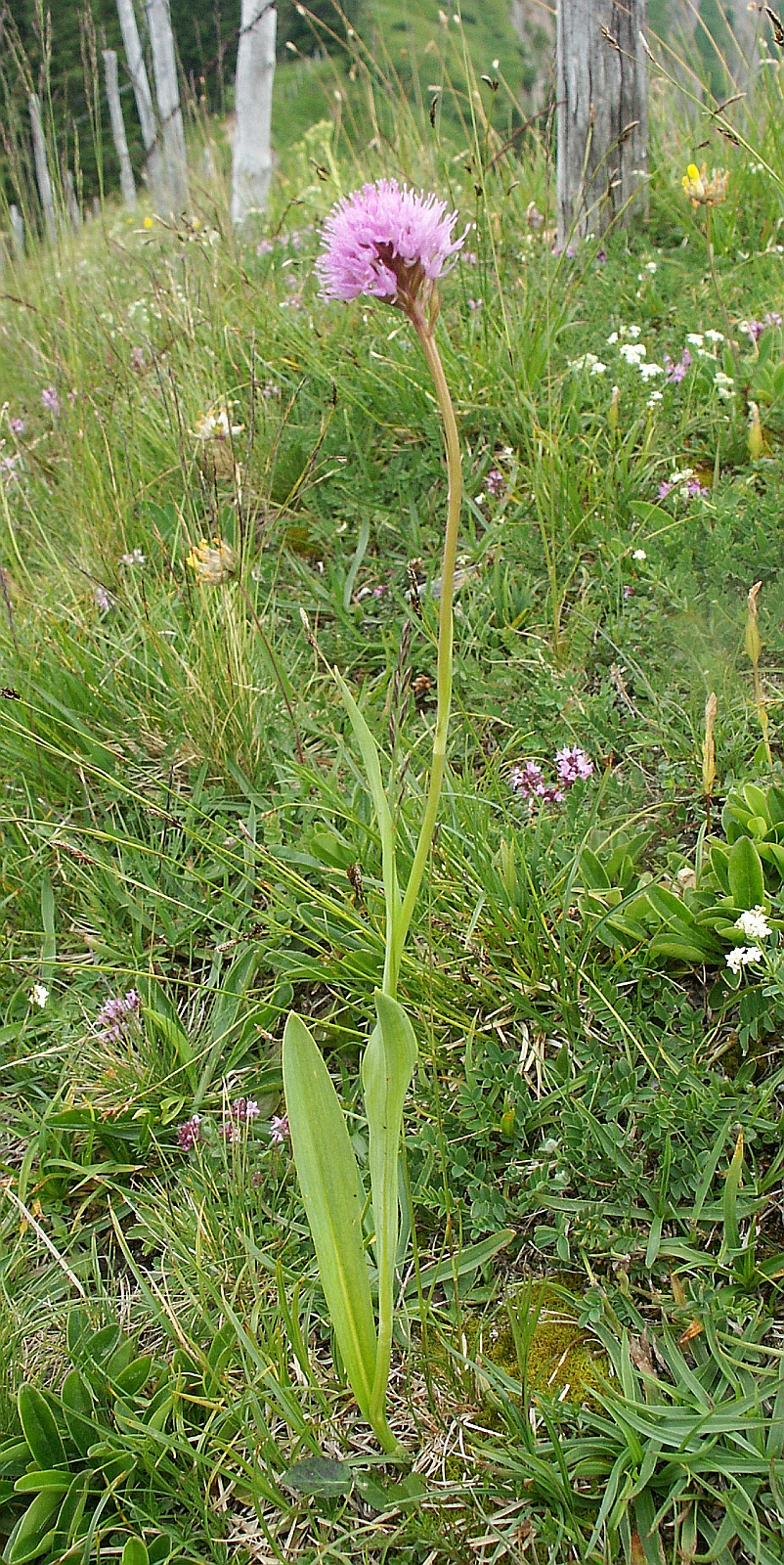
Le foglie

- Foglie basali: le foglie basali sono aderenti al fusto e sono atrofizzate a delle guaine; la forma è lanceolata e le venature hanno un disegno reticolato e sono di colore verde;
- Foglie cauline inferiori: le foglie cauline inferiori hanno una forma ellittica con margini paralleli; sono amplessicauli; l'apice è mucronato e l'aspetto è glauco. Possono essere lievemente maculate. Dimensioni delle foglie: larghezza 2 –3 cm; lunghezza 8 – 12 cm.
- Foglie cauline superiori: le foglie superiori sono progressivamente più ridotte, hanno una forma da lanceolata a lineare.

### Infiorescenza

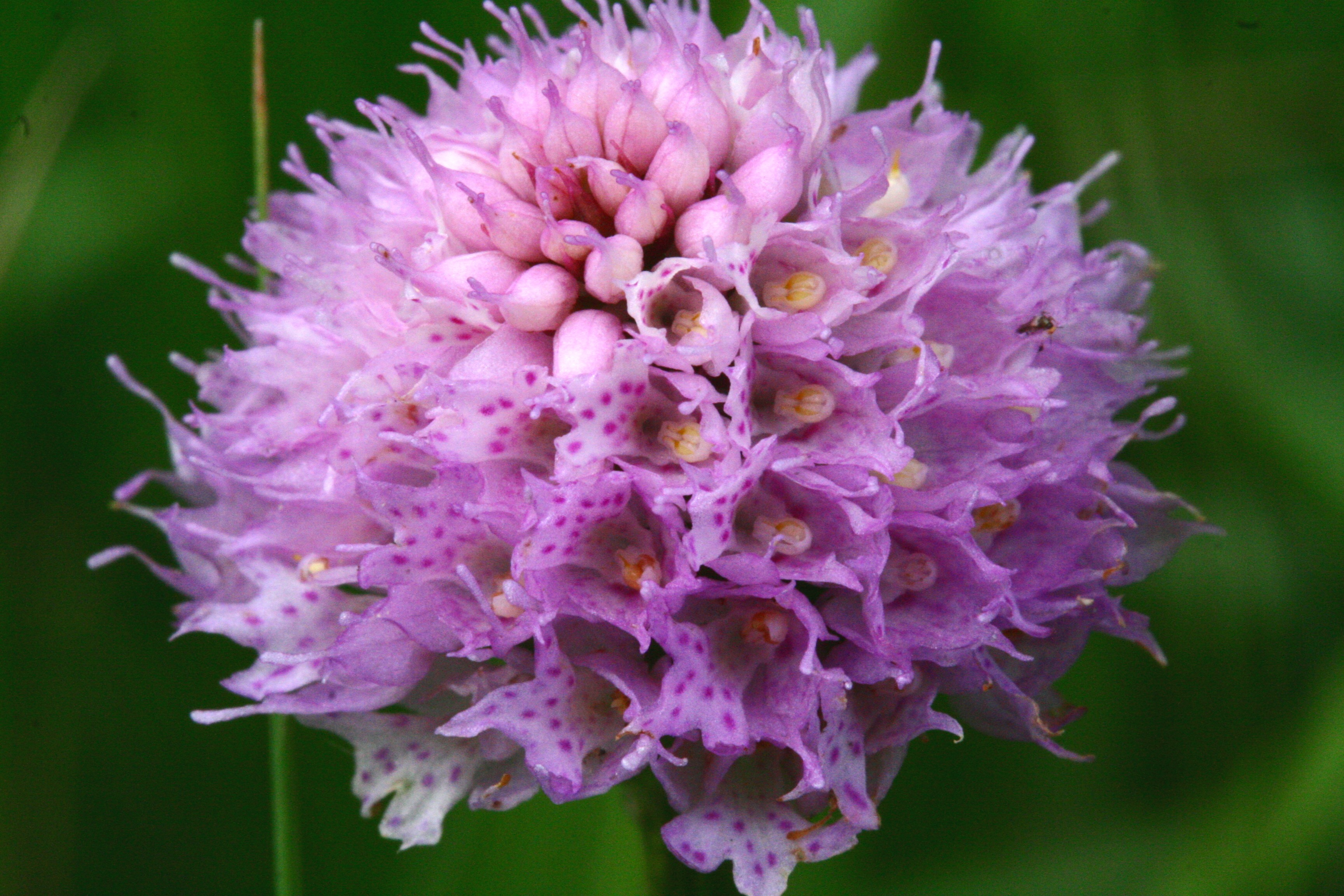
Infiorescenza Località: Val Piana, Limana (BL), 850 m s.l.m. - 02/06/2007
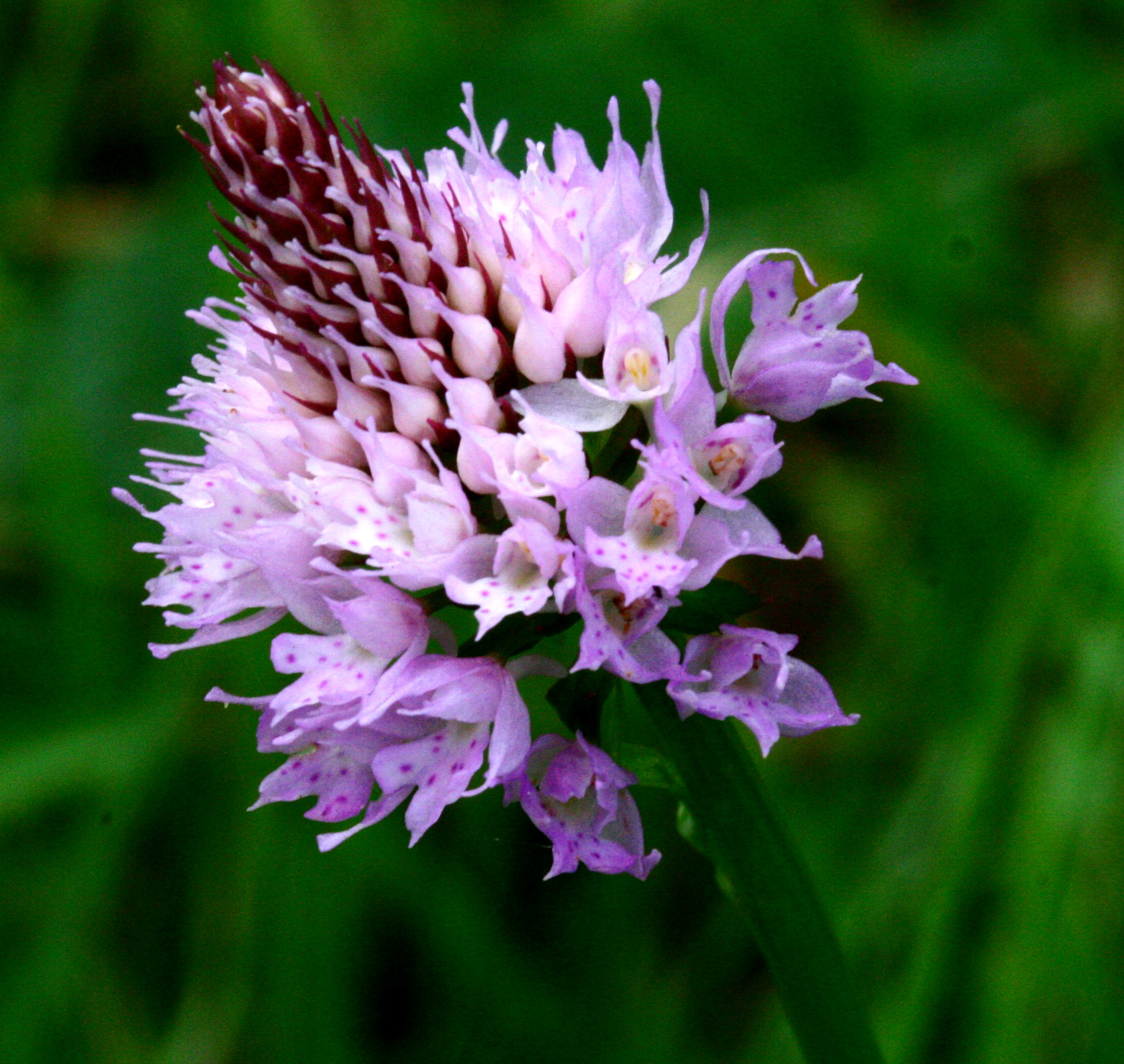
Inizio della fioritura Località: Val Piana, Limana (BL), 850 m s.l.m. - 02/06/2007
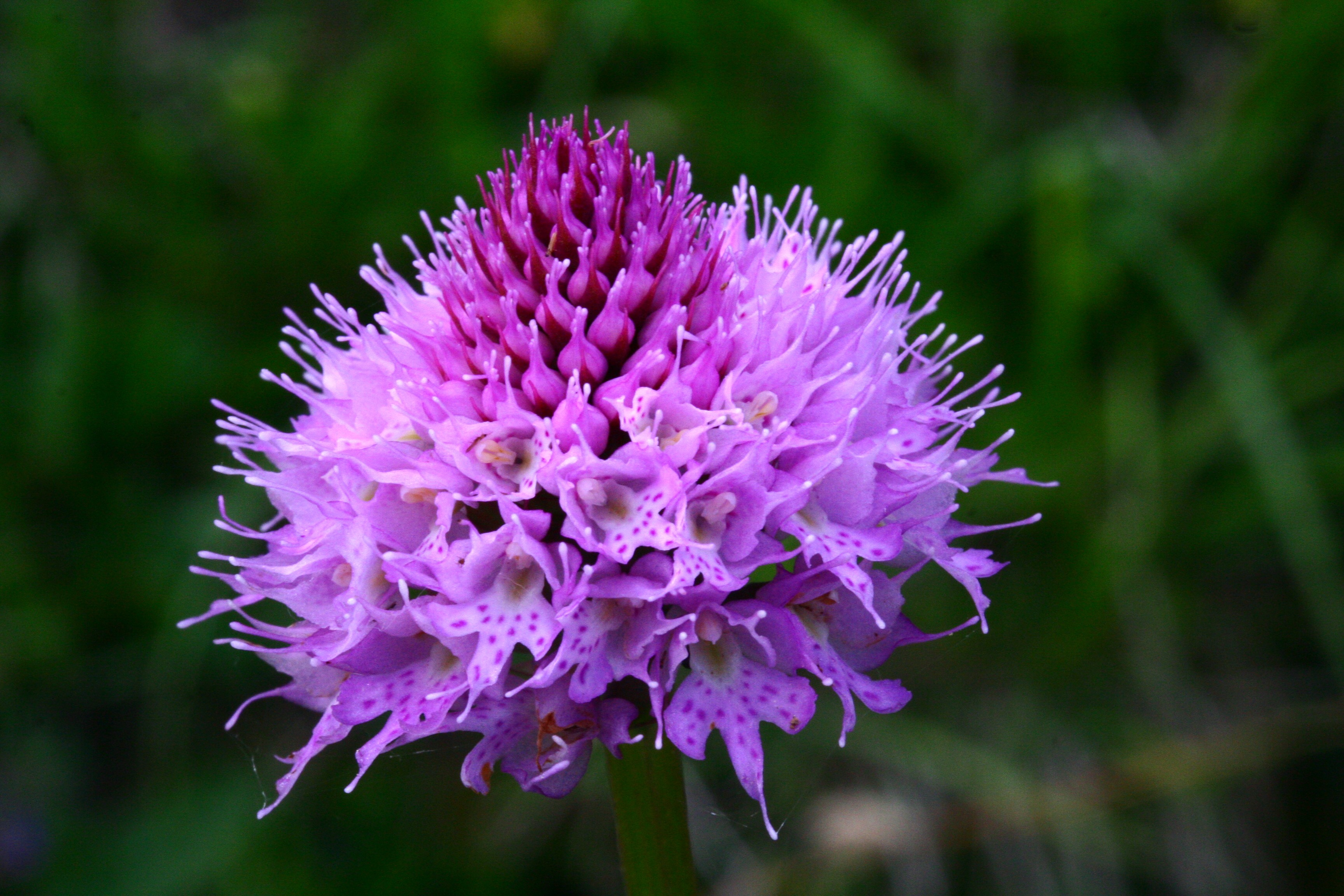
Località: "Giardino Botanico delle Alpi Orientali", Monte Faverghera (BL), 1500 m s.l.m. - 23/06/2007

L'infiorescenza è una spiga densa e contratta a forma emisferica o globulare. Nella fase iniziale dello sviluppo la forma è a “capituli” (ossia i fiori sono disposti a gruppi) e la forma è più piramidale; nella fase finale acquista la forma definitiva globosa. I fiori sono posti alle ascelle di brattee a forma lanceolato-lineare e lunghe quasi come l'ovario. I fiori inoltre sono resupinati, ruotati sottosopra tramite torsione dell'ovario; in questo caso il labello è volto in basso. Dimensione dell'infiorescenza a “capituli”: larghezza 3 cm; altezza 1 cm. Dimensione dell'infiorescenza a fine sviluppo: larghezza 3,5 cm; altezza 3 – 6 cm. Dimensione delle brattee: larghezza 3 – 4 mm; lunghezza 16 – 20 mm.

### Fiore

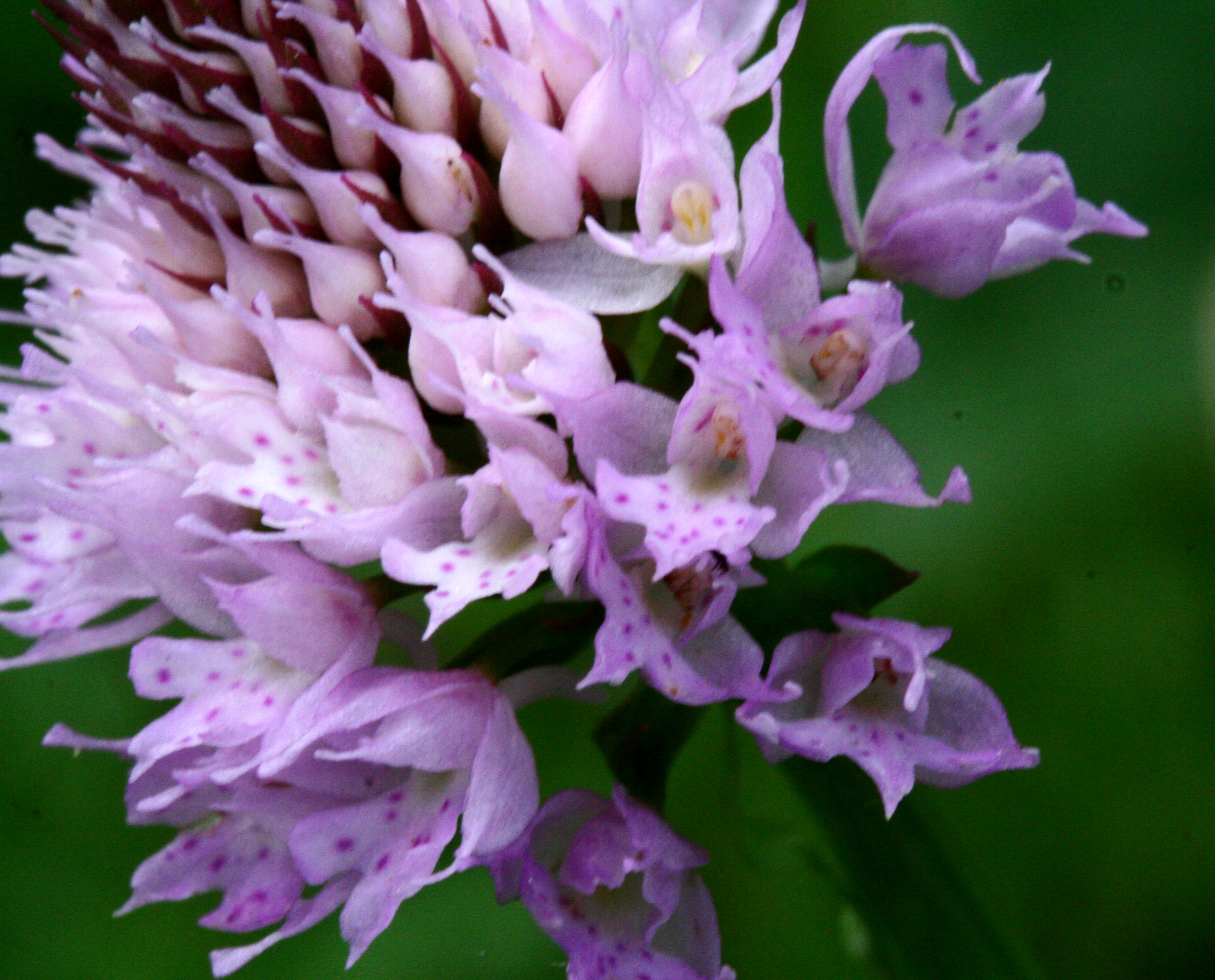
I fiori
Località: Val Piana, Limana (BL), 850 m s.l.m. - 02/06/2007

I fiori sono ermafroditi ed irregolarmente zigomorfi, pentaciclici (perigonio a 2 verticilli di tepali, 2 verticilli di stami (di cui uno solo fertile – essendo l'altro atrofizzato), 1 verticillo dello stilo). I fiori sono inodori ed hanno un colore roseo con sfumature bianche e macchie violette. Dimensione dei fiori: 5 – 12 mm.
- Formula fiorale: per queste piante viene indicata la seguente formula fiorale:

P 3+3, [A 1, G (3)]
- Perigonio: il perigonio è composto da 2 verticilli con 3 tepali (o segmenti) ciascuno (3 interni e 3 esterni). I tepali esterni sono patenti ed hanno una forma ovato-lanceolata; si prolungano in una appendice a forma spatolata. Dei tre tepali interni quello mediano (chiamato labello) è molto diverso dagli altri, mentre i due laterali sono identici tra loro; hanno anch'essi una appendice, ma sono lunghi la metà di quelli esterni. Lunghezza dei tepali: 4,5 – 8 mm.
- Labello: il labello (semplice – non formato da due parti distinte) è trilobo; i tre lobi sono quasi uguali (quello centrale ha una piccola appendice). Sul retro, alla base, il labello è prolungato in uno sperone a forma conica e piegato in basso. Sul labello sono presenti delle macchie colorate più scure. Lunghezza dello sperone: 3 – 4 mm. Lunghezza del labello: 4 – 7 mm.
- Ginostemio: lo stame con le rispettive antere (in realtà si tratta di una sola antera fertile biloculare – a due logge) è concresciuto con lo stilo e forma una specie di organo colonnare chiamato "ginostemio"[3]. Quest'organo è posizionato all'interno-centro del fiore e in questa specie non è molto lungo. Il polline ha una consistenza gelatinosa; e si trova nelle due logge dell'antera, queste sono fornite di una ghiandola vischiosa (chiamata retinacolo). I pollinii sono inseriti sul retinacolo tramite delle caudicole, mentre i retinacoli sono protetti da due borsicole rostellari distinte (non ricoprono completamente i retinacoli)[4]. L'ovario, sessile in posizione infera è formato da tre carpelli fusi insieme.
- Fioritura: da giugno ad agosto.

### Frutti
Il frutto è una capsula. Al suo interno sono contenuti numerosi minutissimi semi piatti. Questi semi sono privi di endosperma e gli embrioni contenuti in essi sono poco differenziati in quanto formati da poche cellule. Queste piante vivono in stretta simbiosi con micorrize endotrofiche, questo significa che i semi possono svilupparsi solamente dopo essere infettati dalle spore di funghi micorrizici (infestazione di ife fungine). Questo meccanismo è necessario in quanto i semi da soli hanno poche sostanze di riserva per una germinazione in proprio.

## Biologia
- Impollinazione: Nel 2007 è stato dimostrato come l'impollinazione di questa orchidea non avviene per autogamia come si credeva. Gli studiosi per due anni hanno coperto delle piante con teli appositi che impediscono ad eventuali impollinatori di raggiungere i fiori e hanno osservato che le piante non producevano ovari maturi, indicando una completa impollinatore-dipendenza per potersi riprodurre[6].

La riproduzione di questa pianta avviene in due modi: 
- per via sessuata grazie all'impollinazione degli insetti pronubi; pur essendo priva di nettare riesce ad attirare gli impollinatori di varie specie di Dipsacaceae, delle quali simula l'aspetto[7]; la germinazione dei semi è condizionata dalla presenza di funghi specifici (i semi sono privi di albume – vedi sopra).
- per via vegetativa in quanto uno dei due bulbi possiede la funzione vegetativa per cui può emettere gemme avventizie capaci di generare nuovi individui (l'altro bulbo generalmente è di riserva).

## Distribuzione e habitat
- Geoelemento: il tipo corologico (area di origine) è Orofita – Sud Europeo.
- Diffusione: al nord in Italia è una pianta comune; al centro è rara e discontinua; mentre è assente al sud e isole. In Europa è comune con esclusione dell'area dinarica.
- Habitat: l'habitat tipico sono i pascoli subalpini e alpini come pure le praterie rase alpine. Il substrato preferito è sia calcareo che calcareo/siliceo, con pH basico, medi valori nutrizionali del terreno che deve essere mediamente umido.
- Diffusione altitudinale: sui rilievi queste piante si possono trovare dai 600 fino a 2300 m s.l.m.; frequentano quindi i seguenti piani vegetazionali: collinare (meno spesso), montano e subalpino.

### Fitosociologia
Dal punto di vista fitosociologico la specie di questa voce appartiene alla seguente comunità vegetale:
Formazione: delle comunità delle praterie rase dei piani subalpino e alpino con dominanza di emicriptofite
Classe: Elyno-Seslerietea variae
Ordine: Seslerietalia variae

## Tassonomia
Il numero cromosomico di T. globosa è: 2n = 42

### Varietà e forme
Esiste una varietà bianca che alcuni botanici distinguono dalla specie nominale con il nome di Traunsteinera globosa (L.) Rchb. var. albiflora Schur. 

### Sinonimi
La specie di questa voce ha avuto nel tempo diverse nomenclature. L'elenco che segue indica alcuni tra i sinonimi più frequenti:
- Orchis broteroana Rivas Goday & Bellot
- Orchis globosa L. (1759) (basionimo)
- Nigritella globosa (L.) Rchb. (1830)

### Specie simili
Nella fase iniziale dello sviluppo (quando l'infiorescenza non ha ancora acquistato la sua forma emisferica definitiva), questa orchidea può essere confusa con alcune orchidee del genere affine Dactylorhiza (ex Orchis):
- Dactylorhiza maculata (L.) Soó, 1962
- Dactylorhiza incarnata (L.) Soó, 1962

## Conservazione
Come tutte le orchidee è una specie protetta e quindi ne è vietata la raccolta e il commercio ai sensi della Convenzione sul commercio internazionale delle specie minacciate di estinzione (CITES).